# مرکز علوم انتاریو
مرکز علوم انتاریو (انگلیسی: Ontario Science Centre) یک موزه علم در تورنتو، انتاریو، کانادا، در نزدیکی دون ولی پارک وی در حدود ۱۱ کیلومتری (۶٫۸ مایل) شمال شرقی مرکز شهر تورنتو است.